# Сан-Себастьяно-Куроне
Сан-Себастьяно-Куроне (итал. San Sebastiano Curone) — коммуна в Италии, располагается в регионе Пьемонт, в провинции Алессандрия.
Население составляет 596 человек (2008 г.), плотность населения составляет 151 чел./км². Занимает площадь 4 км². Почтовый индекс — 15056. Телефонный код — 0131.
Покровителем коммуны почитается святой Себастьян, празднование 20 января.

## Демография
Динамика населения:

## Администрация коммуны
- Официальный сайт: http://www.comunesansebastianocurone.it/ Архивная копия от 8 августа 2012 на Wayback Machine